# Liste der Gouverneure von Portugiesisch-Timor

2:3 Flagge des Gouverneurs

Liste der Gouverneure von Portugiesisch-Timor
Der Gouverneur verwaltete nicht nur die portugiesischen Besitzungen auf Timor, sondern auch, bis zu deren Verlust, jene auf den anderen Kleinen Sundainseln, wie zum Beispiel Solor und Flores.

## Historischer Hintergrund

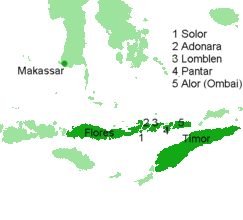
Portugiesische Einflusssphäre auf den Kleinen Sundainseln im 16. und 17. Jahrhundert

Zunächst waren die Kapitäne (Capitão) der einzelnen Expeditionen die höchste Instanz in der Region. 1665 wurde der portugiesische Kommandant Simão Luis zum ersten Generalkapitän (Capitão-Mor) von Solor und Timor ernannt. Nach dessen Tod im selben Jahr, folgte ihm António da Hornay, ein Hauptmann der Topasse auf dessen Posten, womit dieser praktisch mit der Führerschaft innerhalb der Topasse und Oberbefehlshaber der schwarzen Portugiesen gleichgesetzt wurde, der katholischen Mestizenbevölkerung. Die Topasse-Familienclans der Hornays und der Costas wurden die eigentlichen Machthaber in der Kolonie. Die Rivalität zwischen den beiden Clans nutzten wiederum die Portugiesen. Der portugiesische Vizekönig in Goa hatte 1666 gleichzeitig den gleichen Brief an António da Hornay und Mateus da Costa gesandt, mit dem der er sie zu seinen Repräsentanten erklärte, sofern derjenige die Macht innehabe. Diese lag zu jenem Zeitpunkt bei António, Mateus akzeptierte dies aber nicht und berief sich dabei auf eine frühere Ernennung.
Ab 1695 versuchte der Vizekönig in Goa wieder die direkte Kontrolle über die Region zu gewinnen und entsandte mit António de Mesquita Pimentel einen Gouverneur, der sich aber genauso wenig wie sein Nachfolger André Coelho Vieira durchsetzen konnte. Dies gelang erst António Coelho Guerreiro 1702, der in vielen Listen als erster Gouverneur geführt wird, weil er als erster Gouverneur (zwangsweise) auf Timor residierte und seine beiden Vorgänger beim Aufbau einer funktionierenden Machtstruktur gescheitert waren. In den folgenden Jahrzehnten sollte aber der Machtkampf zwischen Gouverneur und Capitão-mor weiter gehen. Zeitweise übernahmen auch Topasse, wie Domingos da Costa oder Außenstehende, wie Manuel de Santo António den Posten des Gouverneurs. Erst mit Verlagerung des Regierungssitzes der Kolonie von Lifau nach Dili 1769 konnten die portugiesischen Gouverneure endgültig ihre Stellung auf Timor sichern. 1787 erkannte Pedro da Hornay die Oberhoheit Portugals an.
Ab 1822 wurden die Gouverneursposten nur noch mit militärischem Personal besetzt. Neben der militärischen Macht, hatte der Gouverneur auch im zivilen Bereich Befugnisse, die allerdings nicht klar definiert waren und so Willkür ermöglichte. Eine Trennung von Militär und Zivilverwaltung, die 1834 eingeführt wurde, hob man 1835 bereits wieder auf. Ein Dekret vom 1. Dezember 1869 legte fest, dass es sich bei dem Gouverneur um einen aktiven Offizier handeln sollte, der vorher im Verwaltungsdienst tätig gewesen war. Die Amtszeit wurde auf maximal fünf Jahre festgelegt, doch die meisten Gouverneure blieben nur zwei Jahre, viele nicht mal ein Jahr. Zum einen war der Posten nicht sehr prestigeträchtig, solange Timor offiziell entweder Goa oder Macau untergeordnet war, zum anderen hatten viele Europäer gesundheitliche Probleme. Dili galt damals als malariaverseucht. Dazu kamen häufige Neuvergaben, die mit den zahlreichen Regierungswechseln in Portugal einhergingen.

## Hinweise
Die Daten für die Amtszeit beziehen sich grundsätzlich auf die Zeit zwischen Amtsantritt in der Kolonie und dem Verlassen zum Dienstende. In der Literatur findet man immer wieder widersprüchliche Jahresangaben, da die Ernennung von Gouverneuren angesichts der langen Reisezeit nach Timor deutlich vor der Amtsübernahme vor Ort stattfand, was im Schrifttum nicht immer berücksichtigt wird.
- amtsführend: Personen, die die Verwaltung leiteten, ohne zum Gouverneur ernannt worden zu sein.
- Conselho Governativo: Regierender Rat. In Fällen, in denen der Gouverneur verstarb oder aus anderen Gründe nicht mehr zur Verfügung stand, übernahmen zeitweise lokale Würdenträger in einem Rat die Regierung.
- g.i. (Governador internio): Interimsgouverneur.
- e.g. (encarregado do governo): beauftragt mit der Regierung
- †: verstorben im Amt

## Liste der Kapitäne und Generalkapitäne
| Kapitäne (Capitão)            | Kapitäne (Capitão)                                            |
| ----------------------------- | ------------------------------------------------------------- |
| 1571 – ?                      | Aires de Saldanha                                             |
| 1575 oder 1576                | Duarte da Costa                                               |
| 1587–1590                     | António Viegas                                                |
| 1591–?                        | Gaspar da Silva                                               |
| 1595–1600                     | António Andria                                                |
| 1601–1603                     | Jerónimo Correia da Silva                                     |
| 23. März 1605                 | Salvador Correira da Costa                                    |
| 1613                          | Manuel Álvares                                                |
| 1618–?                        | António de Sá                                                 |
| ?                             | Gonçalo de Proença                                            |
| 1632                          | Francisco Pereira da Cunha                                    |
| 1632–1634                     | Estácio Pereira                                               |
| 1634–1642                     | Francisco Fernandes                                           |
| 1642–?                        | António Carneiro de Sequeira                                  |
| 1646–?                        | João Calaça Tenreiro                                          |
| 1647–1649                     | António de São Jacinto                                        |
| 1649–1652                     | Francisco Caneiro de Sequeira                                 |
| 1652–1665                     | Simão Luis                                                    |
| Generalkapitäne (Capitão-Mor) |                                                               |
| 1665 †                        | Simão Luis starb noch vor der offiziellen Amtseinführung.     |
| 1666–1669                     | António da Hornay 1. Amtszeit                                 |
| 1669–1670                     | Fernão Martins da Ponte                                       |
| 1671–1673 †                   | Mateus da Costa                                               |
| 1673                          | Manuel da Costa Vieira interim                                |
| 1673–1693 †                   | António da Hornay 2. Amtszeit                                 |
| 1693–1694                     | Pater António de Madre de Deus                                |
| 1694–1696                     | Francisco da Hornay                                           |
| 1697–1722(?) †                | Domingos da Costa 1714 – 1718 Gouverneur                      |
| 1722–1730                     | Francisco da Hornay II.                                       |
| 1730–1734                     | João Cave                                                     |
| 1734–1749 †                   | Gaspar da Costa                                               |
| 1749/51–1757                  | João da Hornay                                                |
| 1757–1777                     | Francisco da Hornay III. und Domingos da Costa II. (bis 1772) |
| 1782–1796                     | Pedro da Hornay                                               |

## Liste der Gouverneure
| Portugiesische Kolonie, unter Oberheit von Portugiesisch-Indien              | Portugiesische Kolonie, unter Oberheit von Portugiesisch-Indien                                                                          |
| ---------------------------------------------------------------------------- | --- |
| 1696–1697                                                                    | António de Mesquita Pimentel ernannt 1695                                                                                                |
| 1698                                                                         | André Coelho Vieira Amt nicht angetreten                                                                                                 |
| 20. Februar 1702 – 1705                                                      | António Coelho Guerreiro vorzeitig abberufen                                                                                             |
| 1705                                                                         | Manuel de Santo António Bischof von Malakka, amtsführend, 1. Amtszeit                                                                    |
| 1705–1706                                                                    | Lourenço Lopes amtsführend |
| 1706–1708                                                                    | Manuel Ferreira de Almeida 1. Amtszeit; nicht auf der offiziellen Liste aufgeführt                                                       |
| 1708–1710                                                                    | Jácome de Morais Sarmento |
| 1710–1714                                                                    | Manuel de Souto-Maior |
| 1714–1715 †                                                                  | Manuel Ferreira de Almeida 2. Amtszeit                                                                                                   |
| 1715–1718                                                                    | Domingos da Costa |
| 1718–1719                                                                    | Francisco de Melo e Castro |
| 1719–1722                                                                    | Manuel de Santo António Bischof von Malakka, amtsführend, 2. Amtszeit                                                                    |
| 1722–1725                                                                    | António de Albuquerque Coelho |
| 1725–1728                                                                    | António Moniz de Macedo 1. Amtszeit |
| 1728–1731                                                                    | Pedro de Melo |
| 1731–1734                                                                    | Pedro de Rego Barreto da Gama e Castro                                                                                                   |
| 1734–1741                                                                    | António Moniz de Macedo 2. Amtszeit |
| 1741–1745                                                                    | Manuel Leonís de Castro |
| 1745–1748                                                                    | Francisco Xavier Doutel |
| 1748–1751 †                                                                  | Manuel Correia de Lacerda |
| 1751                                                                         | Conselho Governativo, Verwaltung durch Pater Jacinto da Conceição und João da Hornay                                                     |
| 2. Mai 1751 – 1756                                                           | Manuel Doutel de Figueiredo Sarmento |
| 1756–1759                                                                    | Vicento Ferreira de Carvalho |
| 1759–1760                                                                    | Sebastião de Azevedo e Brito abgeschoben                                                                                                 |
| 1760–1761                                                                    | Conselho Governativo mit Bruder Jacinto da Conceição, Vicente Ferreira de Carvalho und Dom José von Alas                                 |
| 1762–1763                                                                    | Conselho Governativo mit Bruder Francisco de Purificação und Francisco da Hornay III.                                                    |
| 1763 – 28. November 1765 †                                                   | Dionísio Gonçalves Rebelo Galvão ermordet                                                                                                |
| 1765–1768                                                                    | Conselho Governativo, Verwaltung durch die Dominikanermönche António de São Boaventura und José Rodrigues Pereira                        |
| 1768–1776                                                                    | António José Teles de Meneses |
| 1776 – 15. Juni 1779                                                         | Caetano de Lemos Telo de Meneses vorzeitig abberufen                                                                                     |
| 1779–1782                                                                    | Lourenço de Brito Correia |
| 1782–1785                                                                    | João Anselmo de Almeida Soares |
| 1785–1788                                                                    | João Baptista Vieira Godinho vorzeitig abberufen                                                                                         |
| 1788–1790                                                                    | Feliciano António Nogueira Lisboa vorzeitig abberufen                                                                                    |
| 1790–1794                                                                    | Joaquim Xavier de Morais Sarmento |
| 1794–1800                                                                    | João Baptista Verquaim |
| 1800–1803                                                                    | José Joaquim de Sousa |
| 1803–1807                                                                    | João Vicente Soares da Veiga |
| 1807–1810                                                                    | António de Mendonça Côrte-Real |
| 1810 †                                                                       | António Botelho Homem Bernardes Pessoa                                                                                                   |
| 1810–1812                                                                    | Conselho Governativo mit Bruder José de Anunciação, Dom Gregório Rodrigues Pereira von Motael und tenente-coronel Joaquim António Veloso |
| 7. März 1812 – 22. Mai 1815                                                  | Vitorino (Vitorio?) Freire da Cunha Gusmão                                                                                               |
| 22. Mai 1815 – 1820 †                                                        | José Pinto Alcoforado e Sousa |
| 1820                                                                         | Conselho Governativo mit António Caetano Diniz, Pater Bartolomeu Pereira und Dom Gregório Rodrigues Pereira of Motael                    |
| 1820–1821                                                                    | Conselho Governativo mit António Caetano Diniz und Pater Bartolomeu Pereira                                                              |
| 13. Mai 1821– 14. April 1832 †                                               | Manuel Joaquim de Matos Góis (ernannt: 1. Juli 1818)                                                                                     |
| 1832                                                                         | Conselho Governativo mit Francisco Inácio de Seabra, Bruder Vicente Ferreira Varela und José Pereira de Azevedo                          |
| 1832 †                                                                       | Miguel da Silveira Lorena |
| 1832–1834                                                                    | Conselho Governativo mit Bruder Vicente Ferreira Varela                                                                                  |
| 3. Juni 1834 – 22. Januar 1839                                               | José Maria Marques |
| 22. Januar 1839 – 7. Februar 1844                                            | Frederico Leão Cabreira de Brito Alvelos Drago Valente                                                                                   |
| Portugiesische Kolonie, unter Oberheit von Macau ab 20. September 1844       | |
| 7. Februar 1844 – 22. August 1848                                            | Julião José da Silva Vieira eventuell bereits seit 1842                                                                                  |
| 22. August 1848 – 24. März 1851 †                                            | António Olavo Monteiro Tôrres |
| 24. März – 23. Juni 1851                                                     | Conselho Governativo |
| Portugiesische Kolonie, eigenständige autonome Provinz ab 30. Oktober 1850   | |
| 23. Juni 1851 – 8. September 1852                                            | José Joaquim Lopes de Lima |
| Portugiesische Kolonie, unter Oberheit von Macau ab 15. September 1851       | |
| 8. September 1852 – 1856                                                     | Manuel de Saldanha da Gama |
| Portugiesische Kolonie, unter Oberheit von Goa ab 25. September 1856         | |
| 1856 – 29. April 1859                                                        | Luís Augusto de Almeida Macedo |
| 29. April 1859 – 1860                                                        | Afonso de Castro Ernennung: 1858 |
| 1860 – 1861                                                                  | Duarte Leão Cabreira amtsführend |
| 6. April 1861 – 1863                                                         | Afonso de Castro |
| 1863 – 1864                                                                  | José Manuel Pereira de Almeida (zurückgetreten)                                                                                          |
| Portugiesische Kolonie, eigenständige autonome Provinz ab 17. September 1863 | |
| 1864 bis 31. Mai                                                             | Conselho Governativo (durch Armeerevolte abgesetzt)                                                                                      |
| 1864 – 1865                                                                  | José Eduardo da Costa Meneses (Alternativname: José Eduardo da Costa Moura, Dienst abgebrochen wegen Krankheit)                          |
| 1865                                                                         | Conselho Governativo |
| Portugiesische Kolonie, unter Oberhoheit von Macau ab 26. November 1866      | |
| 1865 – 1869                                                                  | Francisco Teixeira da Silva |
| 1869 – 1870                                                                  | António Joaquim Garcia amtsführend |
| 1870                                                                         | Pedro Carlos de Aguiar Craveiro Lopes amtsführend                                                                                        |
| 1870 – 1871                                                                  | João Clímaco de Carvalho |
| 1871 – 30. August 1873                                                       | Manuel de Castro Sampaio |
| 30. August 1873 – 1876                                                       | Hugo Goodair de Lacerda Castelo Branco 1. Amtszeit                                                                                       |
| 1876 – 1878                                                                  | Joaquim António da Silva Ferrão |
| 1878 – 1. September 1880                                                     | Hugo Goodair de Lacerda Castelo Branco 2. Amtszeit                                                                                       |
| November 1880 – 1881                                                         | Augusto César Cardoso de Carvalho |
| 30. Dezember 1881 – 3. Mai 1882                                              | José dos Santos Vaquinhas g.i. |
| 1882 – 1883                                                                  | Bento da França Pinto de Oliveira |
| 1883                                                                         | Porfírio Zeferino de Sousa 1. Amtszeit, amtsführend                                                                                      |
| 1883                                                                         | Francisco de Paula Luz amtsführend |
| 1883 – 1885                                                                  | João Maria Pereira |
| 1885                                                                         | Cipriano Forjaz amtsführend |
| 1885 – 3. März 1887 †                                                        | Alfredo de Lacerda Maia |
| 1887                                                                         | Conselho Governativo |
| 1887                                                                         | António Joaquim Garcia 2. Amtszeit, g.i.                                                                                                 |
| 30. März 1887 – 7. Dezember 1888                                             | António Francisco da Costa Ankunft im August, vorzeitige Rückkehr                                                                        |
| 1888 – 1889                                                                  | Rafael Jácome Lopes de Andrade |
| 1889 – 1890                                                                  | Porfírio Zeferino de Sousa 2. Amtszeit, amtsführend                                                                                      |
| 1890 – 1894                                                                  | Cipriano Forjaz amtsführend als Regierungssekretär, ab 1891 2. Amtszeit als Gouverneur                                                   |
| 1894                                                                         | Porfírio Zeferino de Sousa 3. Amtszeit, amtsführend                                                                                      |
| Verwaltung als eigenständige Kolonie ab 15. Oktober 1896                     | |
| 1894 – 1908                                                                  | José Celestino da Silva |
| 1908                                                                         | Jaime Augusto Viera da Rocha amtsführend                                                                                                 |
| 1908 – 1909                                                                  | Eduardo Augusto Marques |
| August 1909 – Februar 1910                                                   | Gonçalo Pereira Pimenta de Castro 1. Amtszeit                                                                                            |
| 5. Februar – 30. Oktober 1910                                                | Alfredo Cardoso de Soveral Martins |
| 30. Oktober 1910 – 22. Dezember 1910                                         | Anselmo Augusto Coelho de Carvalho g.i.                                                                                                  |
| 22. Dezember 1910 – 1911                                                     | José Carrazeda de Sousa Caldas Vianna e Andrade g.i.                                                                                     |
| 1911 – 1913                                                                  | Filomeno da Câmara de Melo Cabral 1. Amtszeit, bereits 1910 ernannt.                                                                     |
| 1913 – 1914                                                                  | Gonçalo Pereira Pimenta de Castro g.i., 2. Amtszeit                                                                                      |
| 15. Februar 1914 – 28. September 1917                                        | Filomeno da Cámara de Melo Cabral 2. Amtszeit                                                                                            |
| 28. September – 29. Oktober 1917                                             | César Augusto Rocha Abreu (César de Abreu) e.g.                                                                                          |
| 29. Oktober 1917 – 18. März 1918                                             | José Machado Duarte Junior g.i. |
| 18. März 1918 – 1. April 1919                                                | Luís Augusto de Oliveira Franco 1. Amtszeit, g.i.                                                                                        |
| 1. April 1919 – 11. Oktober 1919                                             | Manuel José de Meneses Fernandes Costa 1. Amtszeit, amtsführend                                                                          |
| 11. Oktober 1919 – 14. Februar 1920                                          | Manuel Paulo de Sousa Gentil |
| 14. Februar 1920 – 11. Juni 1921                                             | Luís Augusto de Oliveira Franco 2. Amtszeit, e.g.                                                                                        |
| 11. Juni 1921 – 7. Juli 1921                                                 | Manuel José de Meneses Fernandes Costa 2. Amtszeit, amtsführend                                                                          |
| 7. Juli – 11. Juli 1921                                                      | José de Paiva Gomes 1. Amtszeit, amtsführend                                                                                             |
| 11. Juli 1921 – 9. November 1921                                             | Manuel José de Meneses Fernandes Costa 3. Amtszeit, amtsführend                                                                          |
| 9. November – 14. November 1921                                              | Humberto dos Santos Leitão 1. Amtszeit, e.g.                                                                                             |
| 1921 – 1923                                                                  | José de Paiva Gomes 2. Amtszeit |
| 27. April 1923 – 16. Oktober 1924                                            | Humberto dos Santos Leitão 2. Amtszeit, e.g.                                                                                             |
| 16. Oktober 1924 – 1. Juli 1926                                              | Raimundo Enes Meira |
| 1. Juli – 30. September 1926                                                 | Conselho Governativo mit Eduardo Rodrigues Areosa Feio als Vorsitzenden.                                                                 |
| 30. September 1926 – 1928                                                    | Teófilo Duarte |
| 1929 – 1930                                                                  | Cesário Augusto de Almeida Viana |
| 1930 – 1933                                                                  | António Baptista Justo |
| 23. März – 14. Juni 1933 †                                                   | Miguel Xavier dos Mártires Dias e.g. |
| 1933 – 1934                                                                  | José Luís Fontoura de Sequeira g.i. |
| 1934 – 1936                                                                  | Raúl de Antas Manso Preto Mendes Cruz |
| 1937 – 1940                                                                  | Álvaro Eugénio Neves da Fontoura |
| 1940 – 1945                                                                  | Manuel de Abreu Ferreira de Carvalho |
| 1941/1942 – 1945                                                             | Besetzung durch Japan im Zweiten Weltkrieg                                                                                               |
| Portugiesische Kolonie                                                       | |
| 8. Dezember 1945 – 1950                                                      | Óscar Freire de Vasconcelos Ruas |
| Portugiesische Überseeprovinz ab 1951                                        | |
| 31. Dezember 1950 – 14. Juli 1958                                            | César Maria de Serpa Rosa |
| 14. Juli 1958 – Juni 1959                                                    | Manuel Albuquerque Gonçalves de Aguiar e.g.                                                                                              |
| Juni 1959 – 3. Februar 1963                                                  | Filipe José Freire Temudo Barata |
| 1963                                                                         | Francisco António Pires Barata e.g. |
| 1963 – 1968                                                                  | José Alberty Correia |
| 1968 – 1972                                                                  | José Nogueira Valente Pires |
| Portugiesische autonome Region ab 1972                                       | |
| Januar 1972 – 15. Juli 1974                                                  | Fernando Alves Aldeia |
| 15. Juli 1974 – 14. November 1974                                            | Níveo Herdade Governador delegado |
| 14. November 1974 - 25. April 1976                                           | Mário Lemos Pires verließ Dili am 26. August 1975                                                                                        |